# Venezuelanska vaterpolska reprezentacija
Venezuelanska vaterpolska reprezentacija predstavlja državu Venezuelu u međunarodnom športu muškom vaterpolu.

## Razvojni trofej FINA-e u vaterpolu
- 2021.: 4. mjesto

## Nastupi na Igrama Srednje Amerike i Kariba
- 2014.:  srebro

### Utakmice
- 22. studenog 2014.: Venezuela-Kolumbija 6:5 (1:1,2:3,1:1,2:0)[1]
- 23. studenog 2014.: Venezuela-Portoriko 10:8 (5:1,3:2,2:3,0:2)[2]
- 24. studenog 2014.: Venezuela-Trinidad i Tobago 11:5 (4:1,4:1,3:2,0:1)[3]
- 25. studenog 2014.: Venezuela-Gvatemala 18:3 (3:0,2:1,6:0,7:2)[4]
- 26. studenog 2014.: Venezuela-Meksiko 6:5 (2:1,2:2,2:1,0:1)[5]
- 27. studenog 2014.: Venezuela-Kuba 7:10 (1:3,3:2,3:3,0:2)[6]

- 29. studenog 2014.: Venezuela-Meksiko 6:7 (4:2,0:1,1:0,1:4)[7]

## Nastupi na Panameričkim igrama
- 2015.: 6. mjesto

### Utakmice
- 7. srpnja 2015.: Venezuela-Meksiko 9:9 (3:1,1:4,3:2,2:2)[8]
- 8. srpnja 2015.: Venezuela-Brazil 2:22 (0:6,1:6,0:3,1:7)[9]
- 9. srpnja 2015.: Venezuela-Kanada 2:16 (0:5,1:3,1:5,0:3)[10]

- 13. srpnja 2015.: Venezuela-Kuba 9:8 (1:3,1:2,2:1,5:2)[11]

- 15. srpnja 2015.: Meksiko-Venezuela 14:11 (3:3,4:2,2:3,5:3)[12]

## Sastav
Sastav na Panameričkim igrama 2015.
| Ime i prezime             | Klub                    |
| ------------------------- | ----------------------- |
| Carlos Suarez Linares     |                         |
| Joaquin Lopez             |                         |
| Jean Rangel Sanchez       |                         |
| Douglas Castro Espinoza   |                         |
| Pedro Cardenas Mujica     |                         |
| Carlos Ramos Fernandez    |                         |
| Angel Borges Rojas        |                         |
| Hugo Briceño Velazquez    | SV Poseidon Hamburg     |
| Antonio Ortiz Pirela      | Universidad de Carabobo |
| Jonder Duarte Perdomo     |                         |
| Moises Ribas Perez        |                         |
| Pedro Benedetto Gutierrez |                         |
| Adrian Granda Torres      |                         |
|                           |                         |